# 国分れな
国分 れな（こくぶん れな、1986年2月16日 - ）は、日本のグラビアアイドル。北海道出身。身長156cm、 B83・W58・H83。サンインターナショナル→プレミアムプロモーション所属。

## 来歴
2005年グラビアアイドルとしてデビュー。テレビ朝日『『ぷっ』すま』に出演、週刊誌「フラッシュ」に掲載。
2006年2月 電子書籍にてデジタル写真集を発売した。
ちなみにこの「I LOVE PiNK」が週間売り上げランキング(パピレス)でほしのあきより上位にランクインした。
現在、ＣＳ番組MONDO21「水着でFight! アイドル☆サバイバル」に出演中。

## 主なデジタル写真集作品
- The Debut　 (撮影：石川洋司)
- The Debut2 (撮影：石川洋司)
- Rena Erotica （撮影：石川洋司）
- 優雅にsexy love A （撮影：石川洋司）
- 優雅にsexy love B （撮影：石川洋司）
- 官能美 A （撮影：石川洋司）
- 官能美 B 前編 （撮影：石川洋司）
- 官能美 B 後編 （撮影：石川洋司）
- I Love Pink （企画：国分れな 撮影：石川洋司）
- 妖艶濡れ髪（撮影：石川洋司）
- れなの一人お遊び（撮影：石川洋司）
- 国分れなの尻美学（撮影：石川洋司）
- PopにSexyだよ～ん（撮影：石川洋司）
- れなの40のヒミツ（企画：国分れな 撮影：石川洋司）
- 過激なれなランジェリー（撮影：石川洋司）
- れなファッション（撮影：石川洋司）
- MICRO‘sれな（撮影：石川洋司）
- 少女R（撮影：石川洋司）
- 青い花（撮影：石川洋司）
- れなの超美脚（撮影：石川洋司）
- 小悪魔れな（撮影：石川洋司）
- Renaに捧げる肖像（撮影：石川洋司）
- 制服デビュー 女子校編 （撮影：鈴木 武）
- 制服デビュー 続☆女子校編 （撮影：鈴木 武）
- 癒しのナース （撮影：鈴木 武）
- いやらしいナース （撮影：鈴木 武）
- ご奉仕しないセクシーメイド （撮影：鈴木 武）
- セクシーメイド☆リターンズ （撮影：鈴木 武）
- Hな萌えメイド（撮影：鈴木 武）
- 制服デビュー3（撮影：鈴木 武）
- ブルマデビュー（撮影：鈴木 武）
- ブルマデビュー２（撮影：鈴木 武）
- Sexy office lady （撮影：鈴木 武）

## 主な出演歴
- ミート・ザ・ガール（シーズファクトリー）
- スタチャ☆チャンネル
- 鈴鹿８耐レースクイーン（HONDA）
- 『ぷっ』すま（テレビ朝日）
- Flash EX（光文社）
- MAQUIA(マキア)(集英社)
- 水着でFight! アイドル☆サバイバル（MONDO21）

他